# Роджър Милс (окръг, Оклахома)
Окръг Роджър Милс (на английски: Roger Mills County) е окръг в щата Оклахома, Съединени американски щати. Площта му е 3 km², а населението – 3442 души (1 април 2020). Административен център е град Шейен.